# Victoria megye (Texas)
Victoria megye az Amerikai Egyesült Államokban, azon belül Texas államban található. Megyeszékhelye és legnagyobb városa Victoria. Lakosainak száma 91 319 fő (2020. április 1.). Victoria megye DeWitt, Lavaca, Jackson, Calhoun, Refugio és Goliad megyékkel határos.

## Népesség
A megye népességének változása:
| Lakosok száma | 86 859 | 87 495 | 89 325 | 90 028 | 92 382 | 91 319 |
|               | 2010   | 2011   | 2012   | 2013   | 2015   | 2020   |